# Langley East (circonscription britanno-colombienne)
Pour les articles homonymes, voir Langley.
Circonscription électorale provinciale du Canada
Langley East est une ancienne circonscription provinciale de la Colombie-Britannique représentée à l'Assemblée législative de la Colombie-Britannique de 2017 à 2024.

## Géographie
En 2020, la circonscription représente une partie de la municipalité de Langley au sud-ouest de Vancouver.

## Liste des députés
| Législature                                                              | Années                                                                   | Député                                                                   | Député                                                                   | Parti                                                                    |
| Langley East Circonscription issue de Langley et Fort Langley-Aldergrove | Langley East Circonscription issue de Langley et Fort Langley-Aldergrove | Langley East Circonscription issue de Langley et Fort Langley-Aldergrove | Langley East Circonscription issue de Langley et Fort Langley-Aldergrove | Langley East Circonscription issue de Langley et Fort Langley-Aldergrove |
| ------------------------------------------------------------------------ | ------------------------------------------------------------------------ | ------------------------------------------------------------------------ | ------------------------------------------------------------------------ | ------------------------------------------------------------------------ |
| 41e                                                                      | 2017–2020                                                                |                                                                          | Rich Coleman                                                             | Libéral                                                                  |
| 42e                                                                      | 2020–2024                                                                |                                                                          | Megan Dykeman                                                            | Néo-démocrate                                                            |